# ホープ・クック
ホープ・クック（英語: Hope Cooke, 1940年6月24日 - ）は、シッキム王国の最後の王妃。

## 経歴

### 生い立ち
アメリカ合衆国サンフランシスコでアイルランド系アメリカ人のフライトインストラクターであった父ジョン・J・クックとアマチュアパイロットの母ホープ・ノイズの間に誕生した。母は1942年に航空機事故で他界している。12歳のときにニューヨークへ転居する。

### パルデン・トンドゥプとの結婚

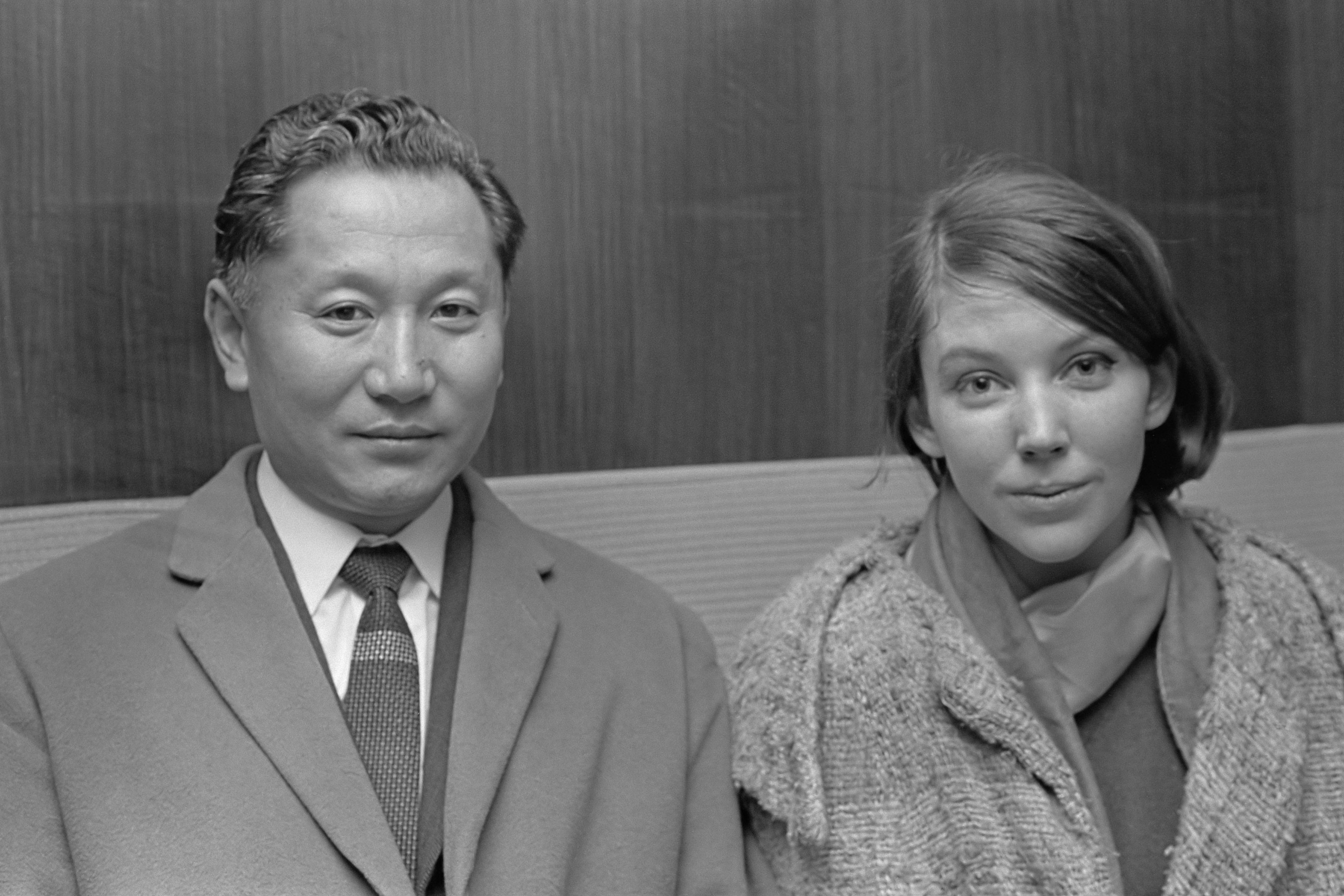
パルデン・トンドゥプとホープ（1966年1月）

1959年、サラ・ローレンス大学に入学し、アジアの比較文化を専攻する。同年のインド旅行中にホテルのバーで当時シッキム王太子であったパルデン・トンドゥプ・ナムゲルと出会い、1961年に結婚した。
1963年3月20日、仏教寺院で式を挙げた。式への出席者には、インドの各界の要人や在印アメリカ大使などがいた。この時にアメリカ市民権を離脱している。政教一致の仏教国で生まれ育ったパルデン・トンドゥプは当然ながら仏教徒であったが、ホープはキリスト教の信仰を捨てず、国内の保守派から不興を買う原因となった。
パルデン・トンドゥプとの間に、男子のパルデン・ギュルメと女子のホープ・レーズムの二人の子を儲けた。

### 亡命と離婚
同時に、シッキムはインドから併合の圧力をかけられた緊張の元にあったが、インド軍が王宮親衛隊を武装解除し、1975年4月10日にパルデン・トンドゥプは退位に追い込まれ、シッキムはインドに併合された。王妃だったホープは一時、宮殿に幽閉されるが、その後、夫と共にアメリカに亡命した。ホープはニューヨークへ移住し、子供二人を当地の学校に入学させている。シッキム滅亡に伴ってアメリカに亡命してきたパルデン・トンドゥプと合流したが、1980年にホープはパルデン・トンドゥプと離婚し、翌1981年にアメリカ市民権を回復した。
1983年、ホープはピューリッツァー賞受賞者の歴史家マイク・ウォレスと再婚したものの、後に再び離婚している。ホープの息子のパルデン・ギュルメ・ナムゲルはアメリカで銀行家となった。
現在、ホープはブルックリンに住み、講演者、批評家、および雑誌への寄稿者として活動した後、作家、都市史学の研究者として大学の講義、一般向けの講演、執筆活動などを行っている。著書として、シッキム王妃としての数奇な人生を回想した自叙伝『Time Change: An Autobiography』（Simon & Schuster、1981）、ニューヨークの歴史ガイドである『Seeing New York: History Walks for Armchair and Footloose Travelers』（Temple University Press、1995）等がある。